# Польское (Костромская область)
Польское — упразднённая деревня в Ореховском сельском поселении Галичского района Костромской области России. Исключена из учётных данных в 2024 году.

## География
Расположена на берегу реки Ноля.

## История
Согласно Спискам населенных мест Российской империи в 1872 году сельцо Польское относилось к 1 стану Галичского уезда Костромской губернии. В нём числилось 16 дворов, проживало 36 мужчин и 70 женщин.
Согласно переписи населения 1897 года в деревне проживало 128 человек (44 мужчины и 84 женщины).
Согласно Списку населенных мест Костромской губернии в 1907 году деревня относилась к Котельской волости Галичского уезда Костромской губернии. По сведениям волостного правления за 1907 год в ней числилось 24 крестьянских двора и 158 жителей. Основным занятием жителей деревни, помимо земледелия, был плотницкий промысел.
До муниципальной реформы 2010 года деревня входила в состав Унорожского сельского поселения.

## Население
| 2008 | 2010 | 2012 | 2014 |
| ---- | ---- | ---- | ---- |
| 1    | ↘0   | ↗1   | →1   |